# 藤原フサヱ
藤原 フサヱ（ふじわら ふさえ）は、日本のソプラノ歌手。高松大学発達科学部教授。高松短期大学音楽科元教授。四国二期会正会員。香川県出身。

## 経歴
1969年、武蔵野音楽大学音楽学部声楽学科卒業。1970年、武蔵野音楽大学専攻科声楽専攻修了。1973年、ウィーン国立音楽大学リート・オラトリオ科卒業。ドイツ・デュッセルドフ歌劇場の研究生として合格。立松ふさ，上浪明子，木下武久，Ｅ.レティ，Ｈ.ドイチュ（ウィーン），Ｌ.ヌバー（ニューヨーク）に師事。
高松短期大学音楽科教授を経て、現在は高松大学発達科学部教授。
全四国大学音楽学会会員・日本シューベルト協会会員・四国二期会会員などを歴任。

## 所属学会
- 全四国大学音楽学会
- 日本シューベルト協会
- 四国二期会